# مسعود بیزارگیتی
مسعود بیزارگیتی (زاده ۲۰ اسفند ۱۳۳۹ رشت) عضو کانون نویسندگان ایران؛ شاعر، منتقد ادبی و روزنامه‌نگار معاصر است. روند بغرنج آفرینش و  از منظر روایت ها دو کتاب او در زمینه نقد ادبی است.

## زندگی‌نامه
وی بیش از سه دهه است که در قلمرو فرهنگ و ادبیات می‌نویسد، که حاصل آن انتشار چندین جلد کتاب در داخل کشور و خارج انگلستان است. از جمله پنج کتاب آخر وی از نیمهٔ سال ۲۰۱۲ میلادی تا نیمهٔ ۲۰۱۴ از سوی انتشارات H&S Media در لندن چاپ و منتشر شده‌است.
از همکاران فعال مطبوعاتی در طول این سه دهه بوده و مقالات، نقدها و اشعار وی در نشریات مختلف و معتبر کشور مانند :(گردون، تکاپو، آدینه، چیستا، اطلاعات، خرداد، ادبستان، گیله وا، نقش قلم، آوای شمال، کلک و ...) انعکاس یافته‌است.
وی عضو تحریریهٔ روزنامهٔ ((آوای شمال)) و دبیر سرویس فرهنگی آن بوده و تا مقطع انتخابات دهمین دورهٔ ریاست جمهوری ایران، همه ماهه ویژه‌نامه‌ای فرهنگی را به سردبیری خود منتشر ساخته است، که پس ازانتخابات (۱۳۸۸)، با عدم انتشار روبرو می‌گردد.
وی از نخستین کسانی است در گیلان که در زمینه نقد ادبیات معاصر، نقدهایش در مطبوعات سراسری و پس از آن در کتاب روند بغرنج آفرینش به قلم او، انتشار یافته‌است؛ که با استقبال خوانندگان و اهالی ادبیات  مواجه شده و کتاب مذکور پس از مدتی کوتاه نایاب گردید.
گفتگوهای فرهنگی، اجتماعی وادبی از سوی خبرگزاری‌ها، رسانه‌های اینترنتی و کاغذی با مسعودبیزارگیتی انجام شده‌است. علاوه برآن در همایش‌ها، میزگردها و کنگره‌های مختلفی شرکت داشته، که یکی از آن‌ها، کنگرهٔ بین‌المللی سازمان یونسکو  در بزرگداشت یکصدمین سال تولدنیمایوشیج (پدرشعرنوایران) از تاریخ ۲۴ لغایت ۲۹ شهریور ۱۳۷۵ با دعوت رسمی وزیر وقت آموزش عالی(دکتر سید محمد رضا هاشمی گلپایگانی) و رئیس کمیسیون ملی یونسکو در تهران و یوش بوده، که مقالهٔ وی برگزیده شده و ضمن شرکت در این کنگرهٔ بین‌المللی که با شرکت اساتید خارجی (از کشورهای روسیه، فرانسه و...) و داخلی همراه بود، مقالهٔ وی نیز در کتاب کنگرهٔ یونسکو ارائه گردیده است. و صدور تقدیر نامه‌هایی از سوی ریاست کل دانشگاه پیام نور ایران و معاون پژوهشی این دانشگاه را نیز به دنبال داشته‌است.
برخی پایان‌نامه‌های دانشجویی به آثار و زندگی وی اختصاص یافته‌است. در ارتباط با آموزش  شاعران و داستان نویسان در طول سال‌های نوشتن، اهتمامی ویژه داشته که آثار برخی از آنان منتشر شده‌است. همچنین ویراستاری برخی کتاب‌ها را بر عهده داشته‌است.
وی در راستای سفرها و توقف‌های خارجی خود طی چند نوبت به کشورهای ایتالیا، بریتانیا و آلمان  رفته‌است. برخی اشعار وی در سال‌های اخیر به زبان‌های انگلیسی و فرانسوی ترجمه شده‌است.
مسعودبیزارگیتی از کارکنان دانشگاه پیام نور بوده، که در سال ۱۳۷۵ بنا به دعوت جهت شرکت در دو همایش در سالمرگ سهراب سپهری و مهدی اخوان ثالث در سال ۱۳۷۵ و ایراد گفتاری در پیوند میان ادبیات و اجتماع و نقد در دانشکده علوم پایه دانشگاه گیلان؛ چند ماه بعد به دنبال پرونده سازی، احضار و ... ، در سال ۱۳۷۶ پس از سال‌ها کار، طی نامه‌های محرمانه از سوی نهاد حراستی - گزینشی  برای ریاست وقت دانشگاه و معاونت اداری و مالی، ممنوع‌الورود به دانشگاه تشخیص داده شده و از هرگونه کار دولتی برای همیشه محروم می‌گردد.
در همین رابطه یادداشتی اعتراضی به آقای سید محمد خاتمی رئیس‌جمهوری وقت نوشته که در روزنامه توقیف شده آفتاب امروز مورخ ۱۳۸۷/۷/۳ با عنوان "آقای رئیس جمهور! نگذارید شایسته سالاری گرفتار چاپلوسی شود" منعکس می‌گردد. که پس از چندی جهت پاسخگویی به چگونگی بررسی پروندهٔ دانشگاهی وی؛ به نهاد ریاست جمهوری و وزارت آموزش عالی دوره ریاست جمهوری وی احضار و در پرسش و پاسخ‌های به عمل آمده با وی، که گمان می‌رود نشان از طراحی از قبل داشته و پاسخ محتمل آن نیز از پیش روشن بوده‌است؛ بدون ارائهٔ هیچگونه پاسخ کتبی ((فقط طی تماس تلفنی با وی))؛ پرونده دانشگاهی وی را مختومه می‌نمایند. حتی در شکایت به دیوان عدالت اداری موضوع شکایت نیز از سوی شعبه یک دیوان مغفول واقع می‌گردد و دیوان تنها به انشاء رای محکومیت دانشگاه جهت تسویه حساب بسنده می‌نماید؛ که دانشگاه نیز سال هاست به همین رای شعبه یک دیوان نیز تمکین نکرده و اجرا نمی‌نماید. در حالی که موضوع شکایت نه تسویه حساب؛ بلکه احقاق حقوق قانونی اعاده به کار بوده‌است.

## تالیفات
وی ضمن آماده چاپ و زیر چاپ داشتن چندین جلد کتاب در زمینه مقالات ، نقد ادبی، شعر و داستان،
کتاب‌های زیر را نیز انتشار داده است:
1. ستاره‌ها شکل فریادند (مجموعه شعر)
2. لحظه‌ها و تامل (مجموعه شعر)
3. روند بغرنج آفرینش (نقد ادبی)
4. شکلی که نام تو دارد (مجموعه شعر)
5. زبان گمشده (مجموعه شعر)
6. نشان‌های بی جهت (مجموعه شعر)
7. صداهای ریخته (مجموعه شعر)
8. سطرهای هنوز (مجموعه شعر)
9. دهانم با هیچ صلیبی به سکوت نمی‌رسد (مجموعه شعر. ناشر: H&S Media  بریتانیا - لندن-۲۰۱۲)
10. در استوای بی تقویم کلمات (مجموعه شعر. ناشر: H&S Media  بریتانیا - لندن-۲۰۱۲)
11. از سطرها و نشانه‌ها (مجموعه شعر. ناشر: H&S Media  بریتانیا - لندن-۲۰۱۳)
12. از سکوی بی صدایی (گزینه اشعار. ناشر: H&S Media  بریتانیا - لندن-۲۰۱۳)
13. تقاطع گمان‌های بی دهان (مجموعه شعر. ناشر: H&S Media  بریتانیا - لندن-۲۰۱۴)
14. شب در قاه قاه اناری قاچ می خورد (مجموعه شعر. ناشر: انتشارات ارنواز - ۱۳۹۴)
15. از منظر روایت‌ها (نقد ادبی. ناشر: انتشارات ارنواز - ۱۳۹۵)
16. در اتفاق حرف (مجموعه شعر. ناشر: انتشارات ارنواز - ۱۳۹۶)

## نمونه شعر
چرخی بزن
آخرین حرف جا مانده
شاید
از نگاه‌ها
یا سکوت انگشت‌ها
پاورچین
پاورچین
پشت شعرها
پرسه بزن
سطرهای غایب
از گلوی ماه
خواهد ریخت

## پی نوشت‌ها
1. ↑  انتشار ویژه‌نامه ادبی نشریه آوای شمال (ماهانه) سال هفدهم
2. ↑  خبرنگار: ۹ (۱۹ شهریور ۱۳۹۲). «تقاطع گمان‌های بی‌دهان منتشر می‌شود». ایسنا. بایگانی‌شده از اصلی در ۴ دسامبر ۲۰۱۳. دریافت‌شده در ۱۵ ژوئیه ۲۰۱۴.
3. ↑  موسوی، حافظ (۲۶ مهر ۱۳۹۰). «معرفی کتاب «صداهای ریخته» سرودهٔ مسعود بیزارگیتی». مجله ادبی وازنا. بایگانی‌شده از اصلی در ۱۵ ژوئیه ۲۰۱۴. دریافت‌شده در ۱۵ ژوئیه ۲۰۱۴.
4. ↑  یکتا، الهام (۱۸/۰۸/۱۳۸۶). «نقش زنان در نگارش داستان امروز». آینه‌ها - شماره سی و یک - گفتگو. بایگانی‌شده از اصلی در ۹ نوامبر ۲۰۰۷. دریافت‌شده در ۱۲/۱۲/۱۳۸۷. تاریخ وارد شده در |تاریخ بازبینی=،|تاریخ= را بررسی کنید (کمک)
5. ↑  مجدالدین، اکبر (۳۱ فروردین ۱۳۷۹). «یادنامه نیما: مجموعه مقالات کنگره بزرگداشت یکصدمین سالگرد تولد نیمایوشیج». کمیسیون ملی یونسکو در ایران، مرکز انتشارات. بایگانی‌شده از اصلی در ۱۵ ژوئیه ۲۰۱۴. دریافت‌شده در ۱۵ ژوئیه ۲۰۱۴.
6. ↑  نامه شماره: ۱/۲۴۶۷۲مورخ۱۳۷۵/۸/۲۸
7. ↑  نامه شماره:۵/۲۱۷۱۰مورخ۱۳۷۵/۸/۱۳
8. ↑  پدیدآور:آرام یوسفی - عنوان :تحقیق ادبی دربارهٔ شاعر و منتقد برجسته خطهٔ گیلان"مسعود بیزارگیتی" و نگاهی گذرا: بر آثار این استاد - دانشنامه:کارشناسی - رشته: زبان و ادبیات فارسی - سال تحصیلی: ۱۳۷۵
9. ↑  سلمانی، سکینه (۱۳۷۶). ثانیه‌های آرامش. شابک ۹۶۴-۹۱۰۰۶-۱-X. پارامتر |تاریخ بازیابی= نیاز به وارد کردن |پیوند= دارد (کمک)
10. ↑  لیزینا، ام.آ (۱۳۷۵). الگوهای ارتباطی. ترجمهٔ دکتر محمد جعفر مدبرنیا. شابک ۹۶۴-۹۰۴۷۲-۲-۰. پارامتر |تاریخ بازیابی= نیاز به وارد کردن |پیوند= دارد (کمک)
11. ↑  در اسفند ماه سال ۱۳۷۷
12. ↑  دو نوبت سفر به بریتانیا در سال ۱۳۸۳
13. ↑  در سالهای ۱۳۸۸ و ۱۳۹۱
14. ↑  «شعر "از کنار خاطره‌هایم می‌گذرم " از مسعود بیزار گیتی - برگردان: میترا رستمیان». شعرانه. ۶/۰۳/۲۰۱۲. بایگانی‌شده از اصلی در 15 ژوئیه 2014. دریافت‌شده در ۱۵ ژوئیه ۲۰۱۴. تاریخ وارد شده در |تاریخ= را بررسی کنید (کمک)
15. ↑  «نسخه آرشیو شده». بایگانی‌شده از اصلی در ۲۳ ژوئیه ۲۰۱۴. دریافت‌شده در ۱۴ ژوئیه ۲۰۱۴.
16. ↑  انجمن ادبی دانشکده علوم پایه گیلان
17. ↑  نامه شماره :ه گ پ ۳۵۳۸مورخ ۷۸/۷/۵
18. ↑  پرونده شماره: ۸۹۰۹۹۸۰۹۰۰۰۷۳۲۳۸ مورخ ۱۳۹۰/۵/۱۹